# Маджен, Тесс
Тесс Маджен (англ. Tess Madgen; родилась 12 августа 1990 года, Ашфорд, штат Южная Австралия, Австралия) — австралийская профессиональная баскетболистка, выступала в женской национальной баскетбольной ассоциации. На драфте ВНБА 2012 года не была выбрана ни одним из клубов, однако через три года, перед стартом сезона 2015, заключила договор с командой «Финикс Меркури». Играет на позиции атакующего защитника и лёгкого форварда. В последнее время выступала в женской национальной баскетбольной лиге за клуб «Сидней Флэймз».
В составе национальной команды Австралии принимала участие в Олимпийских играх 2020 года в Токио и стала бронзовым призёром Олимпийских игр 2024 года в Париже, завоевала серебряные медали чемпионата мира 2018 года в Испании и бронзовые медали чемпионата мира 2022 года в Сиднее, стала бронзовым призёром чемпионата Азии 2023 года в Австралии, также она выиграла чемпионаты Океании 2011, 2013 и 2015 годов в Австралии и Новой Зеландии и стала бронзовым призёром летней Универсиады 2011 года в Шэньчжэне и 2013 года в Казани.

## Ранние годы
Тесс Маджен родилась 12 августа 1990 года в городке Ашфорд (штат Южная Австралия), юго-западном пригороде Аделаиды, у неё есть старший брат, Бен, который выступает в Национальной баскетбольной лиге в команде «Саут-Ист Мельбурн Финикс».